# Truevision TGA
Truevision TGA es un formato de fichero digital para imágenes rasterizadas o de mapas de bits. Fue el formato nativo para las tarjetas TARGA de Truevision Inc., que fueron unas de las primeras tarjetas gráficas para ordenadores personales en soportar imágenes truecolor o en millones de colores, lo que significa que es muy útil para digitalizar imágenes teniendo en cuenta la importancia de los archivos.
Los ficheros TGA tienen la extensión ".tga" en los sistemas DOS y Windows de PC, y ".tpic" en los viejos sistemas Macintosh (Mac OS X usa la extensión ".tga"). El formato puede almacenar datos de imágenes de 1 a 32 bits de profundidad de color. Opcionalmente se puede utilizar la compresión sin pérdidas RLE. Según la versión inglesa de este mismo artículo, también puede incluir un canal alfa de 8 bits para transparencia.
TARGA es un acrónimo de Truevision Advanced Raster Graphics Adapter; TGA es un acrónimo de Truevision Graphics Adapter.
El formato TGA fue definido originalmente por Truevision Inc. en 1984. Algunas mejoras como la incorporación de miniaturas (también llamadas thumbnails), el canal alfa, los valores de gamma y los metadatos en forma de texto fueron añadidos en 1989.
El encargado de definir la versión 1.0 fue Brad Pillow en 1984. 
El encargado de definir la versión 2.0 fue David Spoelstra en 1989.